# Irina Korschunow
Irina Korschunow (Stendal, 31 de diciembre de 1925 - Múnich, 31 de diciembre de 2013) fue una escritora y periodista alemana.
Hija de madre alemana y padre ruso. Estudió filología alemana y sociología en Gotinga y en Múnich. Autora de numerosas novelas y guiones cinematográficos, en especial de literatura infantil y juvenil.
Su primer libro apareció en 1958. Ha trabajado también como periodista.
Una de las escritoras de literatura infantil y juvenil más conocidas en Alemania, nacida en 1925 en Stendahl, Altmark. De madre alemana y padre ruso, su familia procede de la primera ola de emigrantes rusos que abandonaron el país después de la revolución de 1917. Su padre jamás consiguió adaptarse realmente a la vida en Alemania y esto tuvo incidencia en la niñez y juventud de Korschunow, igual que en su obra, donde la soledad, las crisis de identidad y la discriminación son temas constantes. Después de la guerra comenzó a trabajar como traductora y secretaria del régimen militar inglés en Wolfenbüttel. Luego, no obstante la reforma de la moneda en 1948 -que menoscabó significativamente sus ahorros-, tomó la determinación estudiar en Gotinga; posteriormente continuaría sus estudios de filología alemana e inglesa y sociología en Múnich. Como tantas otras escritoras de literatura infantil, Korschunow comenzó a escribir para niños por puro accidente. Cuando un amigo suyo le mostró una ilustración que había hecho para un libro infantil, nació en ella el vivo deseo de escribir libros tan atractivos como esa imagen. Para su asombro, se dio cuenta de que se le ocurrían muchísimas ideas. 
Der bunte Hund, das schwarze Schaf und der Angsthase (1958) es su primer cuento para niños. Luego vendría la serie Wawaschel (1967, 1969 y 1972), que fue llevada a la radio y a la televisión y la hizo muy famosa. Der Findefuchs (1982), traducido al español como El zorrito abandonado, es una de sus obras más exitosas. En ella se narra el destino de un zorrito que abandonado una zorra que decide adoptar. En Suecia este libro se usa como punto de partida en las reflexiones que suelen hacer las parejas que desean adoptar niños. Korschunow aborda el realismo mezclándolo con la fantasía, y afirma que no se deja influenciar por tendencias: "Cuando comenzó a florecer el libro realista infantil, yo escribí una historia fantástica. Y cuando la fantasía consiguió imponerse lentamente, yo empecé a escribir literatura realista". Otras conocidas obras suyas son Duda mit den Funkelaugen (1971), Hanno malt sich einen Drachen (1978), Er hieß Jan (1979), Die Sache mit Christoph (1980), Ein Anruf von Sebastian (1981) y Kleiner Pelz (1984). Sus libros han sido traducidos a más de 15 idiomas y han obtenido muchos premios literarios. Korschunow también escribe para adultos y sus obras suelen permanecer varias semanas en las listas de los libros más vendidos. En la actualidad vive en los alrededores de Múnich.